# TechRepublic
TechRepublic – amerykański portal informacyjny poświęcony technice.
TechRepublic został założony w 1997 roku w Louisville w stanie Kentucky przez Toma Cottinghama i Kim Spaulding. Witrynę internetową uruchomiono w 1999 roku. W 2001 r. serwis został zakupiony przez CNET Networks. 
W ciągu miesiąca serwis odnotowuje ponad 6 mln wizyt (stan na 2020 rok).